# Germaine van Dijk
Germaine van Dijk (4 de agosto de 1983) es un futbolista surinamés que juega en la posición de mediocampista. Su actual equipo es el Inter Moengotapoe, de la Primera división de Surinam.

## Carrera profesional
Van Dijk desempeñó toda su carrera en Surinam, específicamente en tres clubes: 
| Club                 | País    | Año         |
| -------------------- | ------- | ----------- |
| FCS Nacional         | Surinam | 2004 - 2009 |
| Walking Bout Company | Surinam | 2009 - 2011 |
| Inter Moengotapoe    | Surinam | 2011 - act. |

## Selección nacional
Van Dijk es internacional con la selección de Surinam donde ha jugado en 28 oportunidades (dos goles anotados). Participó en las eliminatorias a los Mundiales de 2010 y 2014 con su país.

## Palmarés

### Campeonatos nacionales
| N.º | Título                      | Club              | País    | Temporada / Año |
| --- | --------------------------- | ----------------- | ------- | --------------- |
| 1   | Copa de Surinam             | Inter Moengotapoe | Surinam | 2012            |
| 2   | Supercopa                   | Inter Moengotapoe | Surinam | 2012            |
| 3   | Primera división de Surinam | Inter Moengotapoe | Surinam | 2012-13         |
| 4   | Supercopa                   | Inter Moengotapoe | Surinam | 2013            |
| 5   | Primera división de Surinam | Inter Moengotapoe | Surinam | 2013-14         |